# Pennfisk
Pennfisk (Nannostomus eques) är en fiskart som beskrevs av Steindachner, 1876. Pennfisk ingår i släktet Nannostomus och familjen Lebiasinidae. Inga underarter finns listade i Catalogue of Life.